# راؤول كورتيز
راؤول كريستيانو ماتشادو كورتيز (بالبرتغالية: Raul Christiano Machado Cortez‏) هو ممثل برازيلي ولد في يوم 28 أغسطس 1932 في مدينة ساو باولو في البرازيل، مثل في عدة مسلسلات منها مسلسل جوليانا حيث بتأدية دور فرانسيسكو ماغليانو فيه، توفي في يوم 18 يوليو 2006 بعد صراع مع سرطان البنكرياس.

## روابط خارجية
- راؤول كورتيز على موقع IMDb (الإنجليزية)
- راؤول كورتيز على موقع ألو سيني (الفرنسية)
- راؤول كورتيز على موقع أول موفي (الإنجليزية)
- راؤول كورتيز على موقع قاعدة بيانات الأفلام السويدية (السويدية)
- راؤول كورتيز على موقع قاعدة بيانات الفيلم (الإنجليزية)
- راؤول كورتيز على موقع كينوبويسك (الروسية)